# 塔泰英格阿尔佩特
塔泰英格阿尔佩特（Thathaiyangarpet），是印度泰米尔纳德邦Tiruchirappalli县的一个城镇。总人口12276（2001年）。

## 人口
该地2001年总人口12276人，其中男性6220人，女性6056人；0—6岁人口1090人，其中男581人，女509人；识字率69.81%，其中男性为77.89%，女性为61.51%。